# Salon international de l'électricité de 1891

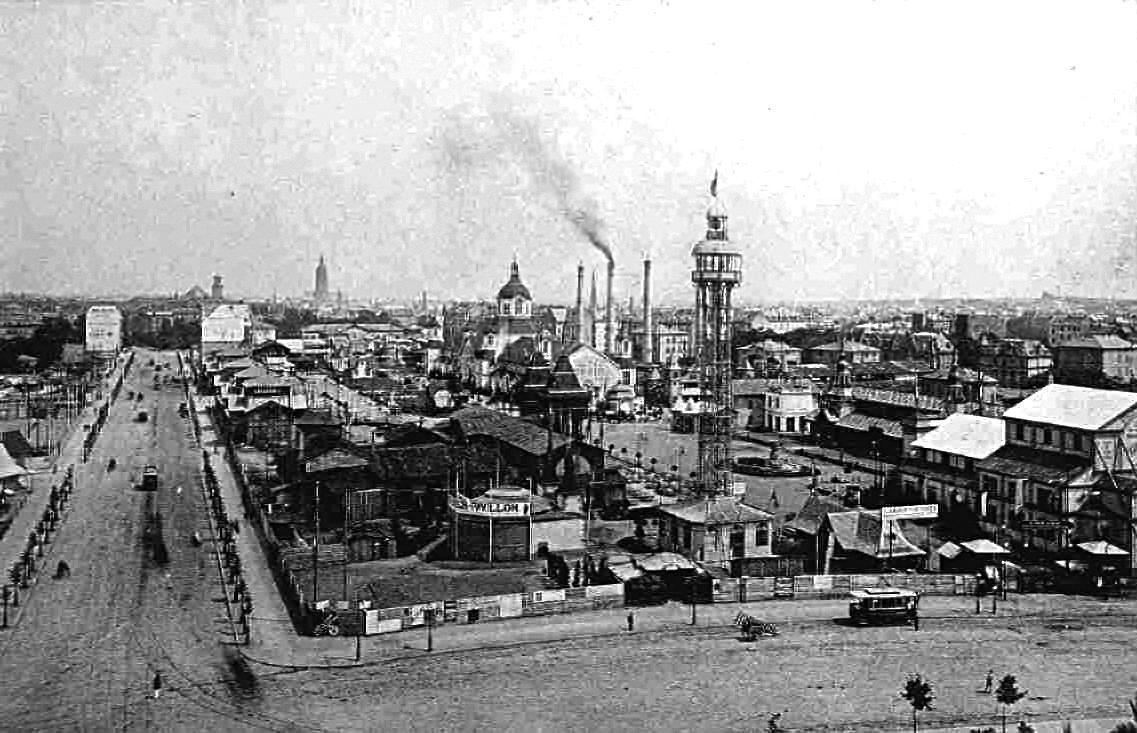
Le salon international de l'électricité de 1891 à Francfort-sur-le-Main.

Le salon international de l'électricité de 1891 s'est déroulé entre le 16 mai et le 19 octobre 1891 à Francfort-sur-le-Main en Allemagne (alors Empire allemand). L'exposition présentait pour la première fois une ligne à haute tension de courant triphasé. Cet exploit a stimulé le développement des lignes de transport d'électricité à travers le monde.

## Histoire
En 1881, alors que le premier salon international de l'Électricité battait son plein à Paris, une compagnie d'électricité allemande voyait le jour à Francfort. Les autorités locales encouragaient par tous les moyens la recherche sur les applications techniques et industrielles de l'électricité. Trois ans plus tard, on comptait déjà à Francfort dix fabricants de matériels électrique. Vers 1890, quelques-uns des futurs leaders du marché allemand étaient déjà en activité : Hartmann & Braun, Voigt & Haeffner et Elektrizitäts-AG vormals W. Lahmeyer & Co. Ainsi la Deuxième révolution industrielle, porteuse de bouleversements comparables à ceux de l'ère de la machine à vapeur un siècle plus tôt,,, manifestait ses premiers effets à Francfort même, et la ville pouvait envisager avec confiance l'organisation d'une foire internationale de l'Electricité. Pour le site de la manifestation, le choix se porta sur la gare désaffectée de la ligne Main-Neckar, entre le centre-ville et la gare centrale aménagée en 1888, entre la place de la gare, la Kaiserstraße, le fort Gallus, la rue de l'Eclairage Public et la Wiesenhüttenstrasse.

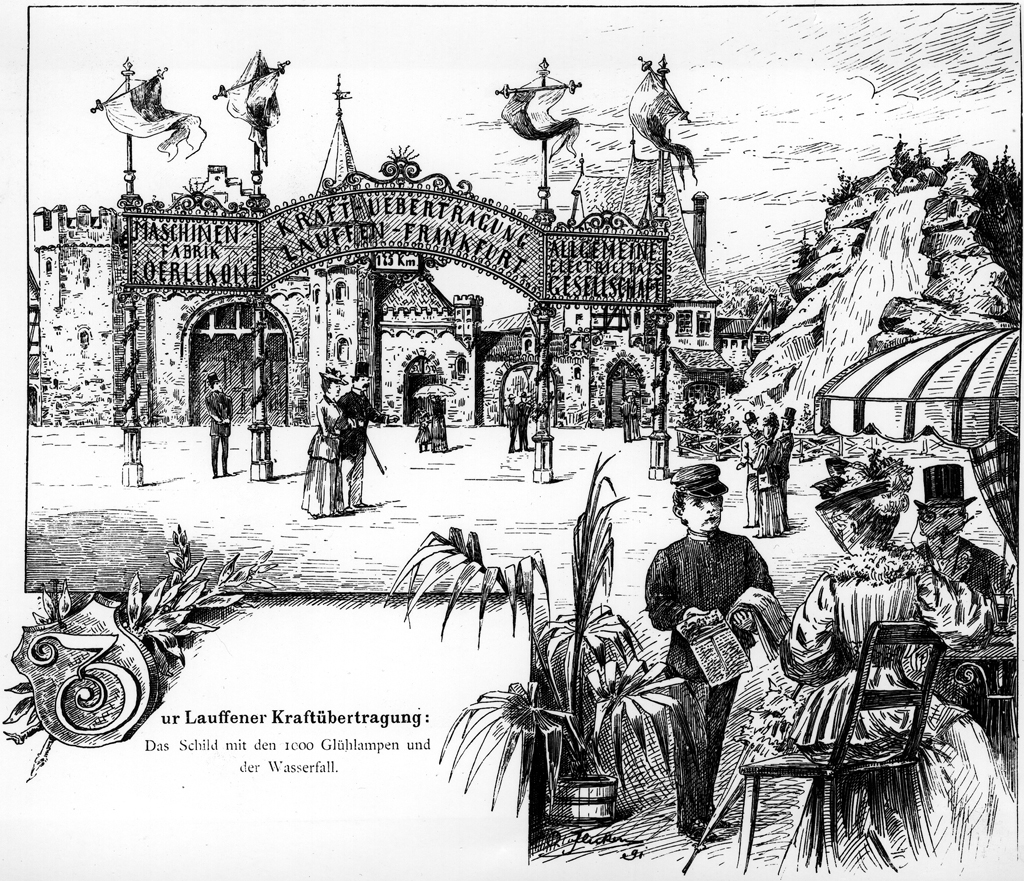
L'entrée du salon et la cascade lumineuse (à droite).

Leopold Sonnemann, patron du Frankfurter Zeitung, jaloux du succès de l'Exposition universelle de Paris, prit en main les préparatifs de cette manifestation. Par delà la publicité qui serait donnée à l'international aux avancées de l’industrie électrique allemande, cette foire internationale devait résoudre par la même occasion un problème ancien pour la ville de Francfort, réplique locale de la « Guerre des courants » : si, depuis 1886, la construction d'une centrale thermique à Francfort était débattue et réclamée dans tous les cercles décisionnels, politiques et économiques, le type de courant à choisir (courant continu, alternatif ou triphasé), demeurait controversé. L'exposition internationale allait permettre de trancher la question. Une ligne à haute tension, aménagée spécialement pour l'occasion, acheminait le courant depuis la centrale thermique de Lauffen-am-Neckar avec seulement 25% de pertes.
Cette ligne à haute tension, représentée sur le triptyque de l'entrée principale, serait le clou de l'exposition : le panneau central couvrait le porche de la mention : ligne électrique Lauffen–Francfort 175 km (Kraftuebertragung Lauffen–Frankfurt 175 km). Les panneaux latéraux indiquaient le nom des prestataires : à droite Allgemeine Elektricitäts-Gesellschaft (fondée en 1887), à gauche la société suisse Constructions mécaniques Oerlikon. Cette grande porte était illuminée de 1000 ampoules électriques ; l'autre attraction était une fontaine lumineuse. Avec 1,2 million de visiteurs du monde entier, cette exposition connut un franc succès. Le prix du billet d'entrée était de 15 marks.
La dynamo couplée à une génératrice à vapeur de 500 CV, présentée par les sociétés Siemens & Halske et Maschinenfabrik Buckau, attira beaucoup l'attention des spécialistes. Tout au long de l'exposition, une motrice électrique desservait quatre fois par jour la ligne de tramway entre Sachsenhausen et la Maison forestière (Frankfurter Waldbahn). Ce véhicule venait d'être retiré de la ligne Hildburghausen-Heldburg, exploitée par Hostmann & Cie., mais convertie en voie métrique entretemps.
Le Deutsche Bauzeitung du 14 novembre 1891 a publié un compte-rendu très complet de la manifestation.

## Équipement

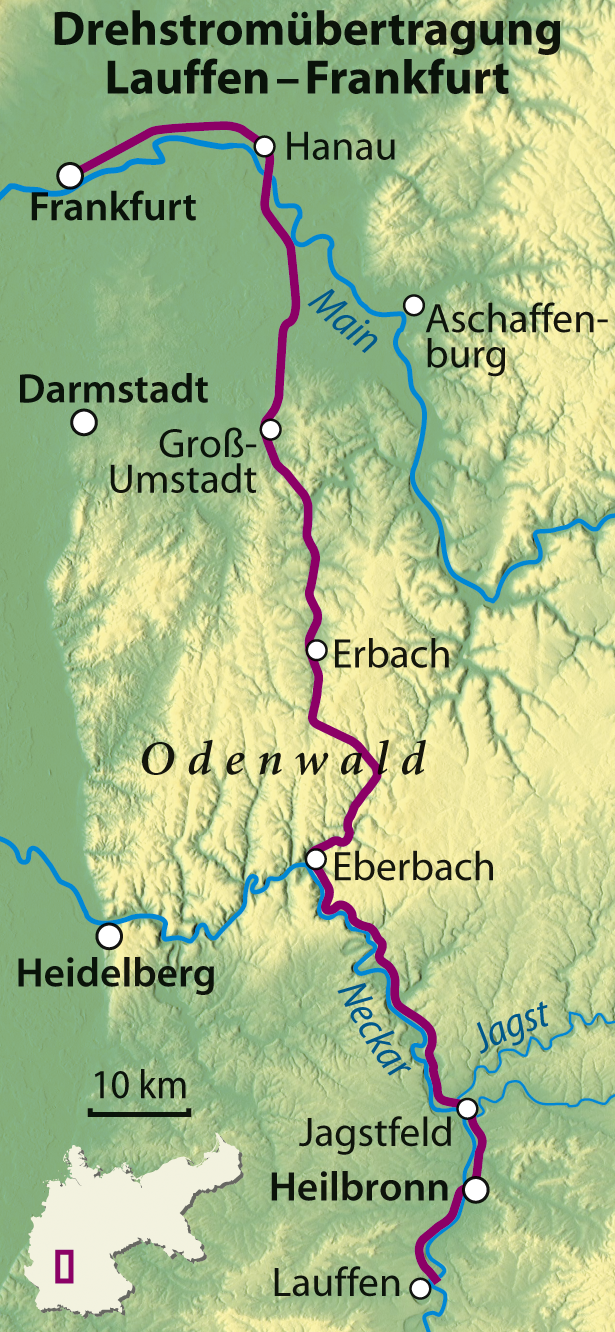
Tracé de la ligne électrique Lauffen-Francfort.

La ligne de transmission a été construite par  Michail von Dolivo-Dobrowolsky et Oskar von Miller avec l'aide de la Deutsche Post Office (service postal allemand). Elle mesurait 176 km et suivait le tracé du chemin de fer. La ligne a nécessité environ 60 tonnes de fil de cuivre de 4 mm de diamètre. Le courant était généré par une centrale électrique construite à Lauffen-am-Neckar au sein d'une usine de ciment. Le générateur de l'entreprise suisse "Maschinenfabrik Oerlikon" fournissait Francfort en énergie électrique et était alimenté par une chute d'eau artificielle. 
L'efficacité globale de la turbine à la charge était en moyenne de 75 %, ce qui a permis de lever de nombreux doutes sur la pratique de la longue distance du transport d'énergie électrique.
Au terme de cette exposition, la question du transport d'électricité à longue distance fut considérée comme définitivement résolue en Allemagne. La centrale électrique de Lauffen assura par la suite l'alimentation de la ville de Heilbronn ; quant à Francfort, elle aménagea sa centrale municipale non loin du port fluvial, et la compagnie Lahmeyer fit construire la centrale de Bockenheim.